# Perdita adustiventris
Perdita adustiventris är en biart som beskrevs av Timberlake 1964. Perdita adustiventris ingår i släktet Perdita och familjen grävbin. Inga underarter finns listade i Catalogue of Life.